# Jopez

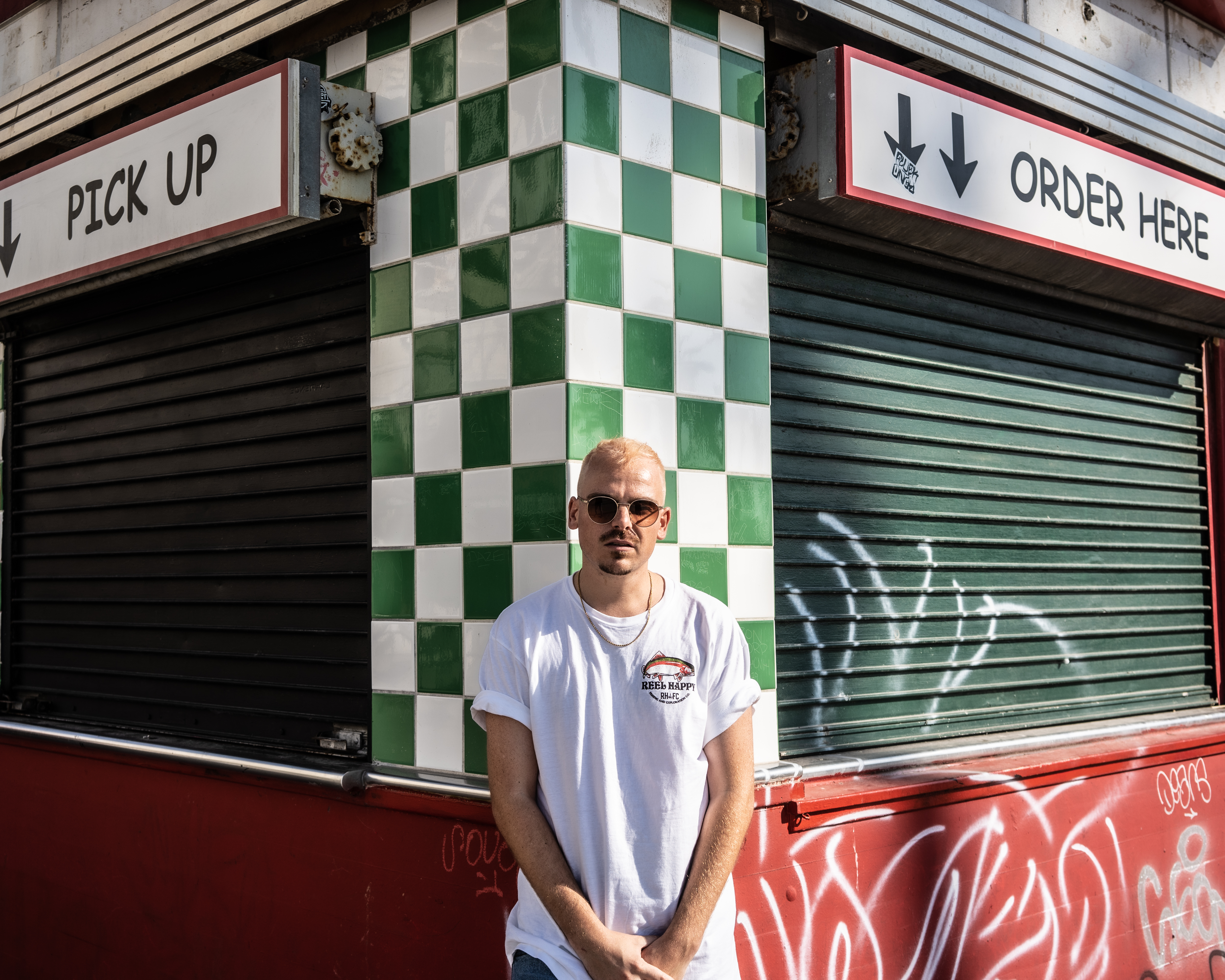
Jopez (2019)

Jopez (* 18. September 1986 in Schwäbisch Hall; bürgerlich Jonas Lang) ist ein deutscher Musikproduzent und DJ aus Stuttgart.

## Leben und Karriere
Lang wuchs in Stuttgart auf und lernte schon im frühen Alter Geige zu spielen. Er besuchte den musikalischen Zweig des evangelischen Mörike-Gymnasiums und war dort außerdem Teil des Schulorchesters. Von 2006 bis 2008 studierte er dann an der privaten Universität SAE Institut Stuttgart Tontechnik. Seit 2003 ist Jonas Lang außerdem auch noch als DJ tätig und arbeitet mit einer Vielzahl von Künstlern in den Stilrichtungen Hip-Hop, Soul, Reggae und Dancehall zusammen. Lang ist seit 2012 der Live-DJ, Produzent und Audio Engineer der Hip-Hop-Formation Die Orsons. Im selben Jahr begleitete er die Band, die als Vorgruppe von Herbert Grönemeyer auftrat, auf ihrer Stadion-Tour.
Erste kommerzielle Erfolge erlangte Lang im Jahr 2012 als Produzent des Debütalbums des Künstlers Cro, Raop. Für dieses produzierte er den Song King Of Roap. Der Song schaffte es bis auf Platz 24 der deutschen Single-Charts. Noch im selben Jahr erhielt Jonas Lang eine Platin-Auszeichnung für seine Produktion an diesem Album. 2014 wurde das vierte Studioalbum What´s Goes der Band Die Orsons in Langs Studio in Stuttgart gemischt. Das Album gelangte auf Platz zwei der deutschen Albumcharts. Dabei war Lang an drei Titeln des Albums auch als Produzent beteiligt.
Seit 2013 ist Lang Teil des DJ-Produzententeams Jugglerz und deren Labels Jugglerz Records.
2015 produzierte Lang den Song Helene feat. KAAS für das Nummer-eins-Album Für immer Wochenende des Künstlers Weekend.
2017 produzierte Lang als Teil der Jugglerz mit Bausa und The Cratez den Nummer-eins-Hit Was du Liebe nennst, der sich neun Wochen auf dieser Position halten konnte und inzwischen mit einer Diamant-Schallplatte ausgezeichnet wurde.

## Werke (Auswahl)
Für Veröffentlichungen als Teil von Jugglerz siehe auch hier.

### Autorenbeteiligungen und Produktionen
- 2015: Helene (Weekend feat. KAAS; Produzent)[5]
- 2018: Meer (Luciano; Autorenbeteiligung)

### Abmischung
Alben
- 2018: Palmen aus Plastik 2 (Bonez MC & RAF Camora; Abmischung)[6]

Singles
- 2018: 500 PS (Bonez MC & RAF Camora; Abmischung)[6]
- 2018: Risiko (Bonez MC & RAF Camora; Abmischung)[6]
- 2018: Kokain (Bonez MC & RAF Camora; Abmischung)[6]